# Neung-sur-Beuvron

Neung-sur-Beuvron este o comună în departamentul Loir-et-Cher, Franța. În 1 ianuarie 2022 avea o populație de 1.263 de locuitori.